# Ann Rose Nu Tawng
Ann Rose Nu Tawng (Myanmar, 1975) és una monja xaveriana catòlica de Myanmar que va oferir la seva vida per intentar salvar els altres el 2021. Va cridar l'atenció del Papa i de la BBC que la va convertir en una de les seves 100 dones del 2021.

## Biografia
Nu Tawng és una monja de les Germanes de Sant Francesc Xavier.
Va esdevenir notícia en el context de les persecucions policials a joves manifestants a Myitkyina. Els manifestants només comptaven amb escuts fabricats per ells mateixos i casquets mentre la policia estava fortament armada. Les protestes es van succeir després del cop d'estat dels militars que va suposar la fi del govern d'Aung San Suu Kyi l'1 de febrer de 2021. Nu Tawng es va posar de genolls per suplicar a la policia que no fos violenta amb els joves que estaven refugiats a la seva clínica. Va assenyalar que s'estaven manifestant pacíficament, però la policia va dir que havien de complir amb el seu deure. Nu Tawng va demanar que si havien de matar algú, ella oferiria la seva vida.
La discussió amb la policia va ser captada per càmera per un observador i publicada en línia. El vídeo va aparèixer en una informació de la BBC i el The Guardian. Més tard, el Papa va comentar el seu sacrifici.
El desembre de 2021, la BBC la va reconèixer com una de les seves 100 dones de la BBC.